# Arnold von Biegeleben (Generalleutnant)
Arnold Christian Maria Joseph Freiherr von Biegeleben (* 16. April 1883 in Darmstadt; † 11. Oktober 1940 in Jullouville, Frankreich) war ein deutscher Generalleutnant und Kommandeur der 6. Infanterie-Division im Zweiten Weltkrieg.

## Leben
Arnold entstammte dem Adelsgeschlecht von Biegeleben. Er war der Sohn des preußischen Generalmajors Ludwig Maximilian von Biegeleben (1849–1921) und dessen Ehefrau Therese, geborene Freiin von Esebeck (* 1854).
Biegeleben trat am 29. März 1901 als Fahnenjunker in das 1. Großherzoglich Hessische Feldartillerie-Regiment Nr. 25 der Preußischen Armee in Darmstadt ein, wurde Mitte August 1902 zum Leutnant befördert und absolvierte im Frühjahr 1905 die Feldartillerie-Schießschule Jüterbog. Von 1906 bis 1908 war Biegeleben Adjutant der II. Abteilung, stieg dann zum Regimentsadjutanten auf und wurde in dieser Stellung am 18. August 1910 zum Oberleutnant befördert.
Nach dem Ausbruch des Ersten Weltkriegs kam Biegeleben mit seinem Regiment an der Westfront zum Einsatz. Er wurde am 8. Oktober 1914 Hauptmann und als solcher kurz darauf Batterieführer sowie ab 1. Februar 1917 Führer der III. Abteilung. Für seine Leistungen während des Krieges wurde Biegeleben mit beiden Klassen des Eisernen Kreuzes, dem Ritterkreuz des Königlichen Hausordens von Hohenzollern mit Schwertern sowie der Hessischen Tapferkeitsmedaille ausgezeichnet.
Nach dem Waffenstillstand von Compiègne, der Rückführung nach Deutschland sowie der dortigen Demobilisierung seines Regiments war Biegeleben ein Jahr lang als Adjutant des Generalkommandos des VI. Reserve-Korps beim Grenzschutz Ost tätig. Er wurde dann in die Vorläufige Reichswehr übernommen und dem Reiter-Regiment 6 zugewiesen. Dort fungierte er vom 15. Juni 1921 bis 31. Januar 1925 als Chef der 1. Eskadron in Pasewalk und wurde dabei am 1. November 1924 zum Major befördert. Anschließend folgte seine Versetzung zum Stab der 1. Kavallerie-Division nach Frankfurt (Oder). Er kam dann am 1. April 1929 zum Stab des 15. (Preußisches) Reiter-Regiments, übernahm das Regiment am 1. Oktober 1931 und kommandierte es bis zum 30. April 1935. Mit der anschließenden Beförderung zum Generalmajor folgte seine Ernennung zum Kavallerie-Kommandeur Hannover. Nach weiteren Kommandos und der Beförderung zum Generalleutnant wurde Biegeleben am 1. März 1938 zum Kommandeur der 6. Infanterie-Division ernannt. 
Mit der Mobilmachung vor Beginn des Zweiten Weltkriegs wurde seine Division zunächst zur Sicherung der Westgrenze eingesetzt und marschierte 1940 im Westfeldzug durch Luxemburg und Belgien in Frankreich ein. Für seine Leistungen in der Truppenführung erhielt Biegeleben am 5. August 1940 das Ritterkreuz des Eisernen Kreuzes. Nach Beendigung des Feldzuges verblieb er mit seiner Division als Besatzungstruppe dort. Er verstarb am 11. Oktober 1940 an einem Herzinfarkt.